# Channeling the Quintessence of Satan
Channeling The Quintessence Of Satan – piąty album studyjny austriackiej grupy blackmetalowej Abigor wydany 17 maja 1999 roku przez Napalm Records.
Nagrany z udziałem wokalisty, Thurisaza.

## Utwory
1. „Dawn of Human Dust” – 5:51
2. „Pandemonic Revelation” – 4:57
3. „Equilibrium pass by” – 6:18
4. „Wildfire and Desire” – 4:14
5. „Utopia Consumed” – 4:37
6. „Demon's Vortex” – 6:05
7. „Towards Beyond” – 5:06
8. „Pandora's Miasmic Breath” – 4:22

## Twórcy
- Peter Kubic – gitara, gitara basowa
- Thomas Tannenberger – perkusja, gitara
- Thurisaz – śpiew
- Georg Hrauda – produkcja